# Bela Cerkev
Bela Cerkev is een plaats in Slovenië en maakt deel uit van de gemeente Šmarješke Toplice in de NUTS-3-regio Jugovzhodna Slovenija. De plaats telde 125 inwoners op 1 januari 2020.